# Louis Capitan
Louis Capitan (19 de abril de 1854 - París, 27 de agosto de 1929) fue un médico, antropólogo y prehistoriador francés.
Fue alumno de laboratorio de Claude Bernard, interno en los hospitales de París, doctor en 1883, luego jefe de clínica en el Hôtel-Dieu y médico con consulta en la Pitié.
Alumno de Gabriel de Mortillet, el nombre de «Docteur Capitan» se asocia sobre todo a los comienzos de la paleoantropología prehistórica y en particular al descubrimiento en el año 1901 de las cuevas adornadas de Les Combarelles y de Font-de-Gaume, con Henri Breuil y Denis Peyrony. Participó en la excavación de numerosos lugares, incluidos Laugerie-Haute, Teyjat, La Ferrassie, La Madeleine, Saint-Acheul y Font-de-Gaume. 
A partir de 1898, impartió cursos de antropología prehistórica en la Escuela de Antropología antes de ocupar la cátedra de Antigüedades Americanas en el Collège de France en 1907. 
Una plaza parisiense lleva su nombre, cerca de las Arenas de Lutecia cuya restauración había emprendido después de 1916.